# Port lotniczy Lonorore
Port lotniczy Lonorore (IATA: LNE, ICAO: NVSO) – port lotniczy położony na wyspie Pentecost (Vanuatu).